# Pendelatmung

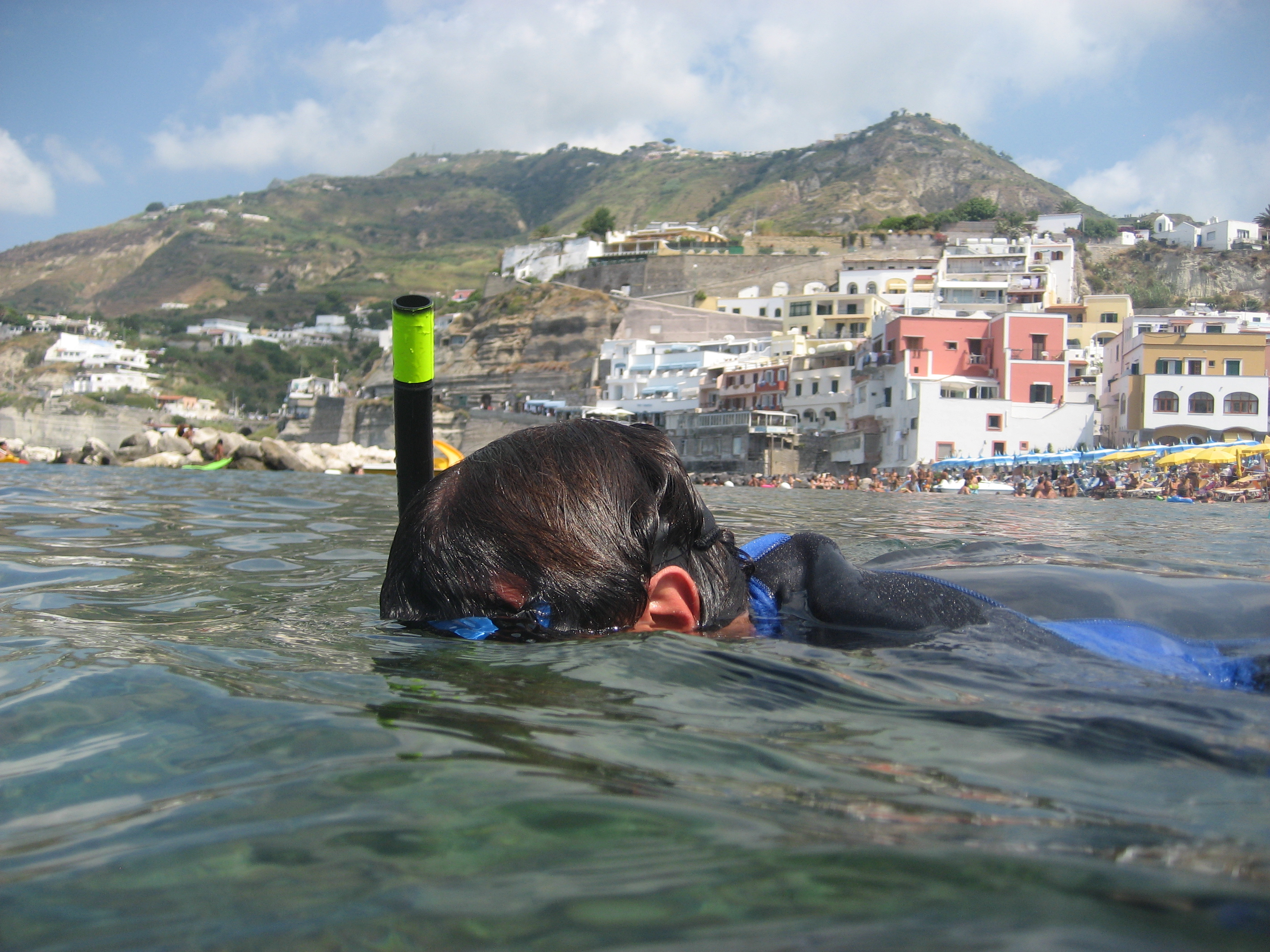
Ein Schnorchler im Wasser

Als Pendelatmung wird im Tauchsport die Einatmung von bereits verbrauchter Luft und die daraus entstehende Gefahr der Bewusstlosigkeit durch einen Sauerstoffmangel bezeichnet. Pendelatmung entsteht, wenn ausgeatmete Luft in einem Atemhilfsmittel verbleibt und aufgrund des zu großen Volumens des Hilfsmittels nicht durch genügend Frischluft ersetzt werden. Der Taucher atmet beim nächsten Atemzug also die verbrauchte Luft wieder ein, die Luft „pendelt“ zurück.

## Ursachen
Dieser Effekt tritt typischerweise auf, wenn beim Tauchen oder Schnorcheln ein überlanger oder zu dicker Schnorchel verwendet wird. Aufgrund dieses Gefahrenpotenzials, das im Wesentlichen durch das Lungenvolumen des Tauchers bestimmt wird, sind die Maße der meisten Schnorchel auf 35 Zentimeter Länge und 2,8 Zentimeter Durchmesser beschränkt (für Kinder 30 cm Länge). Diese Maße ergeben ein Volumen von ca. 0,25 Liter Luft, was in etwa der Hälfte eines normalen Atemzuges (0,5 Liter) eines Erwachsenen entspricht.
Beispiel
Ein erwachsener Mensch atmet pro Atemzug durchschnittlich ein Volumen von 0,5 l ein und wieder aus. Ein Schnorchel mit einer Länge von 35 cm und einem Durchmesser von 2,8 cm enthält ein Volumen etwa 0,25 l. Dazu kommt noch ein Volumen von etwa 0,15 bis 0,2 l in den Atemwegen des Tauchers. Es werden also bei jedem Atemzug nur etwa 0,1 bis 0,05 l durch Frischluft ersetzt. Etwa 0,4 bis 0,45 l sind reines Pendelvolumen, in dem der Sauerstoffanteil stetig abnimmt.

## Auswirkung
Die Pendelatmung führt meist schon nach wenigen Atemzügen – durch einen zu geringen Sauerstoffanteil in der Atemluft – zur Bewusstlosigkeit. Im Wasser kann eine Bewusstlosigkeit (ohne sofortige Rettung) tödlich enden.
Die deutlich gefährlichere Wirkung eines überlangen Schnorchels ist aber das Entstehen eines Lungenödems. Der mit der Tiefe steigende Wasserdruck erschwert die Atmung und führt bereits nach wenigen Minuten zur Ansammlung von Flüssigkeit in der Lunge. Bei einer Tauchtiefe von zwei Metern führte der Wasserdruck bei einer Testperson fast zu Herzversagen. Weitere Details sind im Artikel zum Schnorchel beschrieben.

## Vermeidung
Zwar könnte das Problem der Pendelatmung durch ein Auslassventil („Y-Stück“) mit Seitenauslass gelöst werden, wodurch die verbrauchte Atemluft direkt ausgestoßen werden kann. Unter diesen Umständen würde die Atemluft im Schnorchel immer erneuert werden, da immer neue Luft angesaugt würde. Diese Methode behebt aber nicht die Gefahr des Lungenödems.
Die DLRG empfiehlt Schnorchel mit der obengenannten Länge und einem Innenvolumen von maximal 180 cm³ (Erwachsene) bzw. 120 cm³ (Kinder).